# Зыкина, Алиса Игоревна
Алиса Игоревна Зыкина (23 марта 1966; Ленинград, РСФСР, СССР) — советская и российская актриса театра и кино.

## Биография
Родилась 23 марта 1966 года в Ленинграде.
Завершила обучение в 1987 году в Саратовском театральном училище им. И. А. Слонова, обучалась в мастерской Г. А. Аредакова. Служила нескольким театрам и продолжает выступать на театральной сцене.
Принимала участие в трёх картинах. Одной из самых узнаваемых ролей Зыкиной был фильм «Соблазн», где артистка сыграла главную роль Жени Родимцевой.

### Личная жизнь
Муж — Г. А. Аредаков; народный и заслуженный артист РСФСР. Об этом им было сказано в интервью сайту «Лица губернии».

## Творчество

### Фильмография
- 1987 — Соблазн — Женя Родимцева (главная роль)
- 1988 — Прости нас, сад — Аня, дочь Ады
- 1991 — Сократ — участие

### Саратовский театр драмы
- Офелия («Гамлет» В. Шекспира)[4]
- Проституткв («Карусель по господину Фрейду» А. Штитцлера)[4]
- Эстер («Виват, Виктор!» Р. Ритрака)[4]
- Маша («Чайка» А. Чехова)[4]
- Лена «Новый американец» С. Довлатова)[4]
- Шарлотта («Вишневый сад» А. Чехова)[4]
- Анна («На дне» М. Горького)[4]
- Зина («Таня-Таня» О. Мухиной)[4]
- Сестра («Роберто Зукко» Б. М. Кольтеса)[4]
- Аня («Долгая счастливая жизнь» Г. Шпаликова)[4]
- Мартирио («Дом Бернарды Альбы» Ф. Г. Лорки)[4]
- Мири («Хлам» И. Бар-Йосефа)[4]

## Критика
Театральный обозреватель Ирина Крайнова, рассказывая на страницах журнала «Страстной бульвар, 10» о постановке Саратовского академического театра драмы «Пять вечеров» по пьесе А. Володина, утверждала о сверхточности выбора актёров, включая выбор Алисы Зыкиной на роль Тамары. Крайнова отметила уникальность ни на кого не похожей Зыкиной, редкость её пения на публике, особенность, «нутряность» и нехарактерность её голоса, первый случай игры на гитаре на сцене. Не оставила без внимания Крайнова и умение пары Зыкиной и Кудинова сыграть расставания, встречи, обиды и прощения без надрыва и наигрыша.
Театральный критик Евгений Авраменко в своём материале о прошедшем в феврале 2012 года в Санкт-Петербурге VIII театральном фестивале имени Александра Володина «Пять вечеров» обратил внимание и на одноимённую постановку Саратовского театра; ему показалось, что Алиса Зыкина, исполняя роль Тамары, обыгрывала некоторую свою внешнюю похожесть с исполнявшей некогда ту же роль Людмилой Гурченко. По мнению Авраменко, Тамара в исполнении Зыкиной так и осталась персонажем «в себе», несмотря на внешнюю интересность так и не проявившим свою душевную жизнь.
В рецензии на постановку Саратовского академического театра драмы «Ромео и Джульетта» Ирина Крайнова отметила нечеловеческий крик, изданный над бездыханным телом Джульетты её матерью (в исполнении Алисы Зыкиной). Крайнова утверждает, что Зыкина относится к тому редкому сейчас типу актрис, которые в силах исполнять трагические роли. Отметила Крайнова и чу́дность Алисы Зыкиной в маленькой роли гранд-дамы Анны Дмитриевны в спектакле «Живой труп», поставленному по Л. Толстому в Саратовском академическом театре драмы.